# 포르투갈 이스쿠두
이스쿠두(포르투갈어: escudo), 복수형 이스쿠두스(escudos)는 유로가 도입된 1999년 1월 1일 이전까지 사용되어 2002년 2월 28일에 폐지된 포르투갈의 옛 통화로, 1 이스쿠두는 100 센타부(centavo, 복수형 센타부스(centavos))에 해당된다.
포르투갈 이스쿠두는 2002년 2월 28일까지 유로와 함께 통용되었으며 1, 5, 10, 20, 50, 100, 200 이스쿠두짜리 동전과 500, 1000, 2000, 5000, 10000 이스쿠두짜리 지폐가 통용되었다. 유로와의 교환 비율은 1 유로 = 200.482 이스쿠두이다.

## 같이 보기
- 포르투갈의 유로 주화
- 포르투갈의 경제